# Ernst Badian
Ernst Badian (Viena, 8 de agosto de 1925-Boston, 1 de febrero de 2011) fue un historiador estadounidense de origen austríaco, profesor en la Universidad de Harvard de 1971 a 1998, y especialista en estudios clásicos.

## Vida
Formado en la Universidad de Canterbury (Nueva Zelanda) y la Universidad de Oxford (Reino Unido), donde se doctoró en 1956 bajo la dirección de Ronald Syme, fue profesor en las universidades de Sheffield, Durham, Leeds y en la State University of New York, antes de pasar al departamento de historia de la Universidad de Harvard. Ingresó en la Academia Estadounidense de las Artes y las Ciencias en 1974 y contribuyó a la fundación de la Asociación de Historiadores Antiguos (1974), el American Journal of Ancient History (1976) y el New England Ancient History Colloquium. En 1999 Austria le confirió la Cruz de Honor para la Ciencia y el Arte (Österreichische Ehrenkreuz für Wissenschaft und Kunst).

## Obra
- Foreign Clientelae 264–70 B.C. (Clarendon Press, Oxford, 1958).
- Studies in Greek and Roman History (Blackwell, Oxford, 1964).
- Roman Imperialism in the Late Republic, 2.ª ed. (1.ª ed. comercial) (Blackwell, Oxford/Cornell University Press, 1968).
- Publicans and Sinners (Blackwell, Oxford/Cornell University Press, 1972; reimpresión con correcciones y bibliografía crítica, Cornell University Press, 1983).
- From Plataea to Potidaea (Johns Hopkins University Press, 1993).
- Zöllner und Sünder (Wissenschaftliche Buchgesellschaft, Darmstadt, 1997).